# Oscar Töringe
Nils Oscar Edwin Töringe (født 15. juni 1983) er en svensk skuespiller. Han er uddannet fra Teaterhögskolan i Stockholm og har for eksempel spillet en af hovedrollerne i tv-serien Den tynde blå linje. Derudover har han også spillet prinsen Carl Bernadotte i den norske serie Atlantic Crossing.
Töringe blev i 2023 nomineret til en Guldbagge for bedste mandlige hovedrolle i filmen Comedy Queen (2022), der er instrueret af Sanna Lenken.

## Udvalgt filmografi
- Sygeplejerskerne (tv-serie, 2016-2017)
- Atelier (2017)
- Beck (tv-serie, 2018)
- Det som skjules i sneen (tv-serie, 2018)
- Maria Wern (tv-serie, 2018)
- Quicksand - størst af alt (tv-serie, 2019)
- Min far Marianne (2020)
- Atlantic Crossing (tv-serie, 2020)
- Den usandsynlige morder (tv-serie, 2021)
- Den tynde blå linje (tv-serie, 2021-2024)
- Comedy Queen (2022)
- Tak for sidst (2022)
- Alt og Eva (tv-serie, 2024)